# Foundations
Foundations é uma canção escrita pela cantora e compositora inglesa Kate Nash, para o seu álbum de estreia, Made of Bricks (2007). O single foi um sucesso comercial, terminando o ano de 2007 como o 17 single mais vendido no Reino Unido.

## Faixas
Todas as canções foram escritas por Kate Nash.
CD (Reino Unido)
| N.º | Título        | Duração |  |
| 1.  | "Foundations" | 4:05    |  |
| 2.  | "Habanera"    | 2:24    |  |

Vinyl #1 (Reino Unido)
| N.º | Título        | Duração |  |
| 1.  | "Foundations" | 4:05    |  |
| 2.  | "Old Dances"  | 4:26    |  |

Vinyl #2 (Reino Unido)
| N.º | Título        | Duração |  |
| 1.  | "Foundations" | 4:05    |  |
| 2.  | "Navy Taxi"   | 5:30    |  |

| CD (Austrália) |               |         |  |
| N.º            | Título        | Duração |  |
| 1.             | "Foundations" | 4:05    |  |
| 2.             | "Habanera"    | 2:24    |  |
| 3.             | "Navy Taxi"   | 5:30    |  |
| 4.             | "Old Dances"  | 4:26    |  |

| CD (Estados Unidos) |                       |         |  |
| N.º                 | Título                | Duração |  |
| 1.                  | "Foundations"         | 4:05    |  |
| 2.                  | "Navy Taxi"           | 5:30    |  |
| 3.                  | "Caroline's A Victim" | 3:01    |  |
| 4.                  | "Habanera"            | 2:24    |  |

| EP digital (Estados Unidos) |                       |         |  |
| N.º                         | Título                | Duração |  |
| 1.                          | "Foundations"         | 4:05    |  |
| 2.                          | "Navy Taxi"           | 5:30    |  |
| 3.                          | "Caroline's A Victim" | 3:01    |  |
| 4.                          | "Habanera"            | 2:24    |  |

| iTunes download digital |                                 |         |  |
| N.º                     | Título                          | Duração |  |
| 1.                      | "Foundations" (versão acústico) | 3:36    |  |

| 7digital download digital |                                  |         |  |
| N.º                       | Título                           | Duração |  |
| 1.                        | "Foundations" (versão metronomy) | 3:55    |  |

## Desempenho nas tabelas musicais
| Parada musical (2007)                          | Melhor posição |
| ---------------------------------------------- | -------------- |
| Áustria (Ö3 Austria Top 75)                    | 38             |
| Bélgica (Ultratop 50 de Flandres)              | 12             |
| Bélgica (Ultratop 50 da Valônia)               | 25             |
| Dinamarca (Hitlisten)                          | 28             |
| O campo songid é OBRIGATÓRIO PARA PARADA ALEMÃ | 37             |
| Irlanda (IRMA)                                 | 12             |
| Países Baixos (Single Top 100)                 | 49             |
| Suíça (Schweizer Hitparade)                    | 48             |
| Reino Unido (UK Singles Chart)                 | 2              |